# Henk Schouten
Henk Schouten (Rotterdam, 16 de abril de 1932 - 18 de abril de 2018) fue un futbolista neerlandés que jugaba de centrocampista.

## Trayectoria
Schouten empezó a jugar en las categorías inferiores del Excelsior, donde debutó con el primer equipo en 1950. En 1954, fichó por el Holland Sport , donde solo permaneció una temporada antes de fichar por el Feyenoord. Schouten jugó con el Róterdam durante ocho temporadas, en las que ganó la Eredivisie dos veces. En 1963, regresó al Excelsior, donde permaneció hasta 1967, año de su retirada.

## Selección nacional
Bosselaar jugó su primer partido con la selección de fútbol de los Países Bajos en mayo de 1955 en Dublín contra Irlanda y su segundo partido el 12 de noviembre de 1961 en Amsterdam contra Bélgica.

## Muerte
Bosselaar murió de un cáncer pancreático el 18 de abril de 2018 a los 86 años.

## Clubes
| Club                | País         | Año       | Partidos | Goles |
| ------------------- | ------------ | --------- | -------- | ----- |
| Excelsior Rotterdam | Países Bajos | 1950–1954 |          |       |
| Holland Sport       | Países Bajos | 1954–1955 |          |       |
| Feijenoord          | Países Bajos | 1955–1963 | 194      | 125   |
| Excelsior Rotterdam | Países Bajos | 1963–1967 |          |       |

## Palmarés

### Campeonatos nacionales
| Título     | Club          | País         | Año              |
| ---------- | ------------- | ------------ | ---------------- |
| Feijenoord | PSV Eindhoven | Países Bajos | 1960–61, 1961–62 |